# Турманидзе, Заза Александрович
Заза Александрович Турманидзе (груз. ზაზა ალექსანდრეს ძე თურმანიძე; род. 1 апреля 1965 года; Махатаури, Сачхерский район, Имеретинский край, Грузинская ССР, СССР) — советский, грузинский борец вольного стиля, грузинский тренер. Чемпион СССР и Европы.

## Биография
Мастер спорта СССР международного класса (борьба вольная, до 130 кг). Чемпион Европы (1987). Обладатель (1989 — команда) и серебряный призер (1989, 1991 — лично; 1991 — команда) Кубков мира.

Чемпион СССР (1990), серебряный (1988) и бронзовый (1989) призёр чемпионатов СССР. Серебряный призёр
IX летней Спартакиады народов СССР (1986). Двукратный победитель Тбилисского международного турнира (1989, 1991).
Выступал за Вооруженные Силы (Тбилиси).

В сборной команде СССР с 1987 по 1991 год.

С 1992 по 1996 год выступал за сборную команду Грузии. Победитель Игр доброй воли (1994). Участник Олимпийских игр (1996).

Завершил спортивную карьеру в 1996 году.

Был главным тренером сборной команды Грузии по вольной борьбе.

## Спортивные результаты на чемпионатах СССР
- Чемпионат СССР по вольной борьбе 1988 года — ;
- Чемпионат СССР по вольной борьбе 1989 года —
- Чемпионат СССР по вольной борьбе 1990 года —